# Shichidō garan

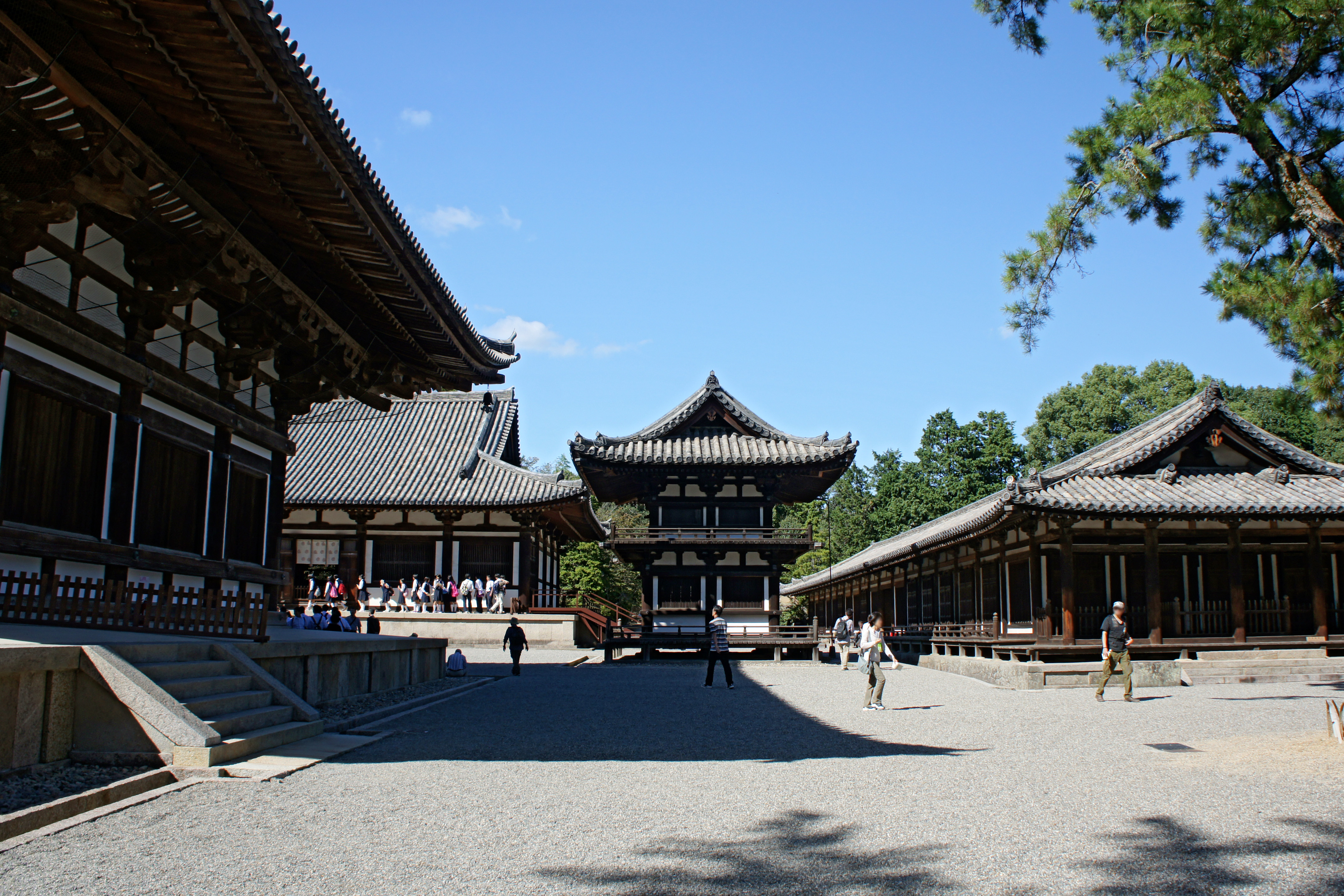
Parte de los garan de Tōshōdai-ji (izquierda a derecha, el kondō, el kōdō, el korō y el raidō)

Shichidō garan es un término budista japonés que indica las siete salas que componen el complejo del templo budista ideal. Esta palabra compuesta se compone de la palabra shichidō (七堂?), Que significa literalmente "siete salas", y garan (伽藍?), Que significa "templo". El término a menudo es acortado a garan. a pesar de que shichidō signifique siete salas el término puede variar, y también se destaca que 七堂 es posiblemente una mala interpretación de shitsudō (悉堂?), que significa un templo completo. En la práctica, shichidō garan a menudo simplemente significa un gran templo con muchos edificios.

## Etimología e historia del término
Garan (伽藍?) en japonés es una forma abreviada de la expresión sōgya ranma (僧伽欄摩?), una transliteración del sánscrito saMghaaraama (सँघाराम), que literalmente significa "jardín de los monjes". un garan japonés era originalmente solo un parque donde los monjes se reunían junto a su maestro, pero el término más tarde pasó a significar "templo budista".
La palabra garan se puede encontrar en un registro en Nihon Shoki del año 552, aunque ningún monasterio de este tiempo sobrevive, así que no se sabe cómo eran.
La palabra compuesta shichidō garan (七堂伽藍 siete salas del templo?) Se encuentra en una literatura mucho más reciente del período Edo, se refiere a un complejo que tenía un conjunto completo de edificios que forman un templo budista ideal.

## Primeros diseñosgaran
Un registro de fecha 577 en el Nihon Shoki establece que una misión que incluye entre otros un arquitecto de templo y un creador de imágenes budista fue enviado por el rey Seong de Baekje (聖王?) A Japón, con más artesanos budistas relacionados enviados en los años siguientes. las excavaciones realizadas entre 1979 y 1980 en el sitio del templo de Jeongnimsa en Buyeo, capital de Baekje entre los años 538 y 663, reveló que el templo original fue presentado en un estilo típico de norte a sur con edificios principales puestos en el eje central, que era un arreglo estrechamente adherido a Shitennō-ji en Osaka.

## Composición de unshichidō garan
Lo que se cuenta en el grupo de los siete edificios, o shichidō, puede variar mucho de templo en templo, de secta en secta, y de vez en cuando. Como se mencionó anteriormente, shichidō garan podría significar un templo completo o incluso simplemente un gran complejo de templos.
De acuerdo a un texto del siglo XIII, "un garan es un templo con una kon-dō (sala principal), una tō (pagoda), un kō-dō (sala de conferencias), un shōrō (campanario), un jiki-dō (refectorio), un sōbō (vivienda para los monjes) y un kyōzō (depósito escritos, biblioteca)." Estos son los siete que figuran como elementos shichidō de templo Nanto Rokushū (南都六宗 seis sectas Nara?).

### Pérdida de importancia de la pagoda en elgaran

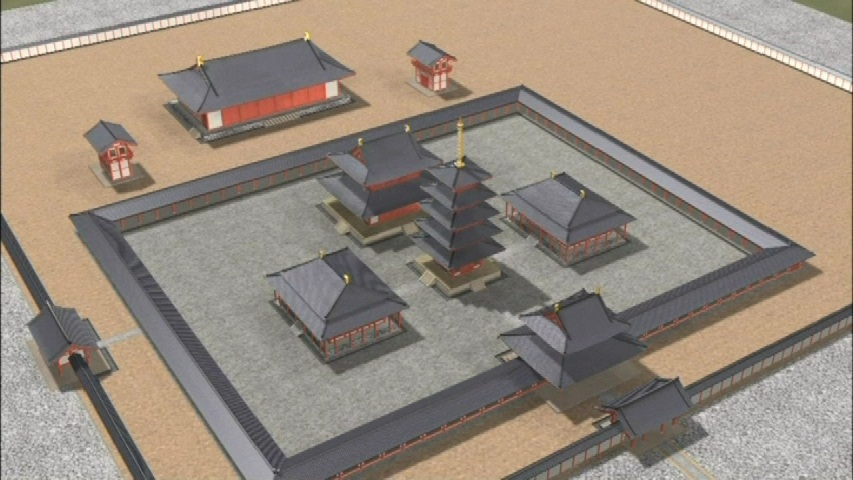
Una reconstrucción del trazado original de Asuka-dera con una pagoda en su centro

Debido a las reliquias que contenían, las pagodas de madera solían ser la pieza central del garan, los siete edificios considerados indispensables para un templo. Estos perdieron gradualmente su importancia y fueron reemplazados por el kondō (Salón Dorado), a causa de la creencia de que las imágenes de su interior tenían poderes mágicos. Esta pérdida de la condición era tan completa que las sectas Zen, que llegaron tarde a Japón desde China, normalmente no construían ninguna pagoda en absoluto. La disposición de los cuatro templos principales ilustra claramente esta tendencia: están en orden cronológico Asuka-dera, Shitennō-ji, Hōryū-ji, y Yakushi-ji. En el primero, la pagoda estuvo en el mismo centro del garan. rodeado por tres pequeños kondō. En el segundo, un solo kondō está en el centro del templo y la pagoda se encuentra en frente de ella. En Hōryū-ji, están uno al lado del otro. Yakushi-ji tiene un solo kondō grande en el centro con dos pagodas en los laterales. La misma evolución se observa en los templos budistas en China.

## Ejemplos degaran

### Hōryū-ji
Hōryū-ji (法隆寺?) Es un templo budista de la secta "Shōtoku" en Ikaruga, prefectura de Nara, Japón. Su garan se compone de:
A. Chūmon (中門) 

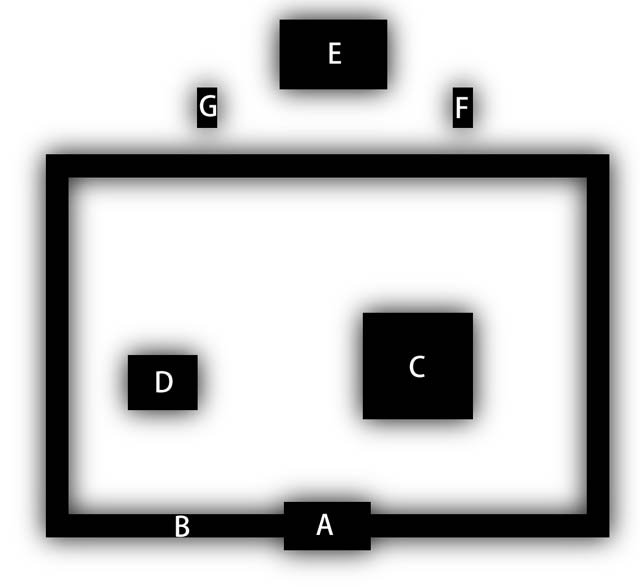
Plano del shichidō garan de Hōryū-ji

En un templo, la puerta después de que el naindaimon conectado a un kairō
B. Kairō (回廊・廻廊) 

Un pasaje largo y techado con pórtico que rodea al kondō y la pagoda.
C. Kon-dō (金堂)

El salón principal de un garan, que alberga el principal objeto de culto.
D. Tō

Una pagoda, que es una evolución de la estupa (una especie de relicario). Después de llegar a China, la estupa se convirtió en una torre con un número impar de capas (tres, cinco, siete, nueve, trece).
E. Kōdō (講堂) 

La sala de conferencias de un garan no Zen.
F. Kyōzō (経蔵) 

Literalmente. "depósito de escrituras". Repositorio de sutras y libros sobre la historia del templo. También se le llama kyōdō.
G. Shōrō (鐘楼)
 
Un campanario.

### Zuiryū-ji

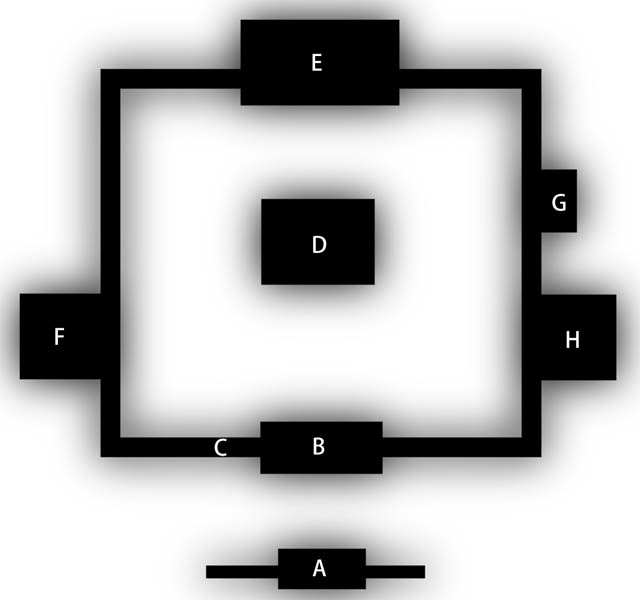
Plano del shichidō garan de Zuiryū-ji

Zuiryū-ji es un templo Zen de la secta Sōtō en Takaoka, Prefectura de Toyama. 
A. Sōmon (総門)

La puerta de entrada al tempo. Este precede al sanmon, más grande e importante.
B. Sanmon (三門 or 山門)

La puerta de en frente de la butsuden, con más frecuencia tienen dos pisos (nijūmon). El nombre es la abreviatura de Sangedatsumon (三解脱門?), Literalmente, puerta de los tres liberaciones. Sus entradas (kūmon (空門?), musōmon (無相門?) y muganmon (無願門?)) simbolizan las tres puertas a la iluminación. Al entrar, uno puede liberarse simbólicamente de las tres pasiones de ton (貪 codicia?), shin (瞋 odio?), e chi (癡 imprudencia?).
C. Kairō (回廊)

Vea arriba
D. Butsuden (仏殿)

Literalmente. "Salón de Buda". Un edificio que consagra la estatua de Buda o de un bodhisattva y dedicado a la oración.
E. Hōdō (法堂)

Literalmente. "Sala de Dharma". Un edificio dedicado a conferencias dictadas por el sumo sacerdote en las escrituras del Budismo (el hō).
F. Zendō (禅堂)
 
Literalmente. "sala del Zen". El edificio donde los monjes practican zazen, y una de las principales estructuras de un garan Zen.
G. Shōrō (鐘楼)

Un campanario.
H. Kuri (庫裏)

Un edificio donde se encuentran las galeras, la cocina y las oficinas de un garan Zen.
Otro garan Zen típico, de los cuales kencho-ji es un buen ejemplo, comienza con el sōmon seguido del sanmon, la sala principal (el Butsuden), la sala de conferencias (hattō), y la residencia del jefe del abad (hōjō) todos alineados más o menos en un eje de norte a sur, con el baño de la casa (yokushitsu) y el repositorio sūtra (kyōzō) al este, y la sala de los monjes (sodō) al oeste.